# 林萍华
林萍华（1955年7月—），男，汉族，福建长乐人，中国材料铸造专家，东南大学党委副书记、副校长，河海大学党委书记、华中科技大学常务副校长。